# Podwilk (gmina)

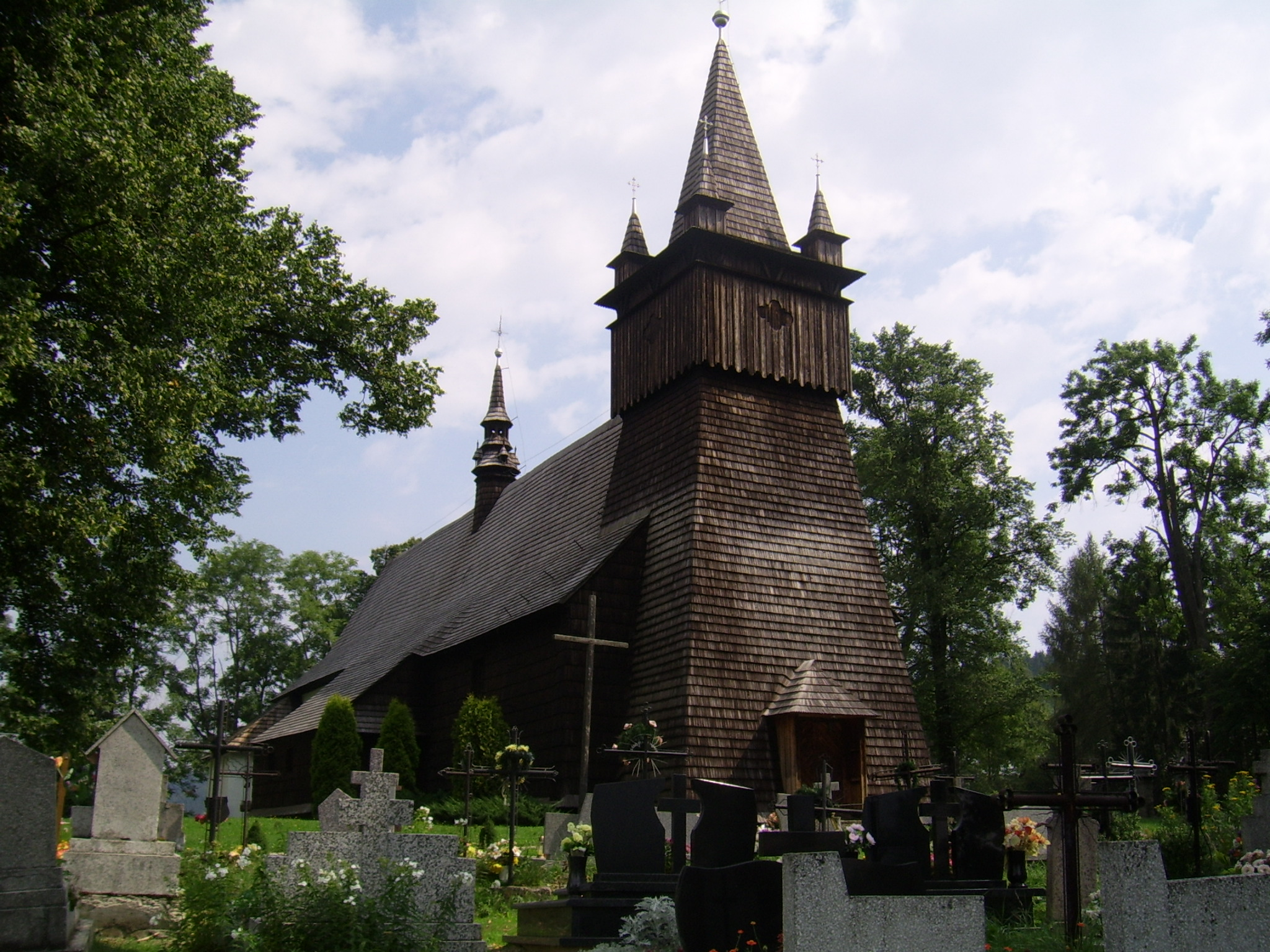
Kościół w Orawce

Podwilk – dawna gmina wiejska istniejąca w latach 1920–1920/1921 w województwie krakowskim. Siedzibą władz gminy był Podwilk.
Gmina zbiorowa Podwilk funkcjonowała do 1920 roku jako okręg notarski, będący częścią powiatu Trzciana w komitacie Árva (Królestwo Węgier).
W wyniku podziału Orawy z 28 lipca 1920 roku została włączona do Polski, a od 23 grudnia tego roku weszła w skład powiatu spisko-orawskiego w woj. krakowskim. Obejmowała wówczas wsie Bukowina, Harkabuz, Orawka, Podsarnie, Podszkle i Podwilk.
Wkrótce jednak obszar powiatu spisko-orawskiego upodobniono do galicyjskiej części woj. krakowskiego, przez co gminy zbiorowe podzielono na gminy jednostkowe. Brak dokładnej daty przeprowadzenia tego podziału, lecz spis GUS:u wykazujący stan administracyjny na 30 września 1921 roku, uwzględnia już gminy jednostkowe (gminę Podwilk podzielono na gminy Podwilk, Orawka, Podsarnie, Harkabuz i Bukowina-Podszkle)
1 lipca 1925 roku zniesiono powiat spisko-orawski, a jego terytorium włączono do powiatu nowotarskiego. 1 sierpnia 1934 zniesiono gminy jednostkowe, a ich obszar włączono do nowo utworzonych gmin zbiorowych: gminy Jabłonka (Podwilk i Orawka), gminy Raba Wyżna (Harkabuz i Podsarnie) i gminy Odrowąż (Bukowina-Podszkle).